# Chigua restrepoi
Chigua restrepoi är en kärlväxtart som beskrevs av Dennis William Stevenson. Chigua restrepoi ingår i släktet Chigua och familjen Zamiaceae. Inga underarter finns listade i Catalogue of Life.